# 德布尔算法
数学的子领域数值分析中，De Boor算法是快速而且数值上稳定的算法，用于计算B样条形式的样条曲线。这是用于貝茲曲線的de Casteljau算法的一个推广。

## 概述
一般的情况如下。若要构造一个穿过一系列p个点{\displaystyle {\vec {d}}_{0},{\vec {d}}_{1},\dots ,{\vec {d}}_{p-1}}的曲线。曲线可以描述为一个参数x的函数。要穿过点的序列，曲线必须满足{\displaystyle {\vec {s}}(u_{0})={\vec {d}}_{0},\dots ,{\vec {s}}(u_{p-1})={\vec {d}}_{p-1}}。可假设u0, ..., up-1和{\displaystyle {\vec {d}}_{0},{\vec {d}}_{1},\dots ,{\vec {d}}_{p-1}}一起给定。这个问题称为插值。
解决这个问题的一个方法是用样条。样条是一个分段nth阶多项式的曲线。这表示在任意区间[ui, ui+1)上，曲线必须等于次数最多n的多项式。它在不同的区间上可以是不同的多项式。多项式必须同步：当区间[ui-1, ui)和[ui, ui+1)上的多项式在点ui上相遇，它们必须有同样的值，而且他们的导数必须相等（以保证曲线是光滑的）。
De Boor算法是一个算法，当给定u0, ..., up-1和{\displaystyle {\vec {d}}_{0},{\vec {d}}_{1},\dots ,{\vec {d}}_{p-1}}时，它能找到样条曲线{\displaystyle {\vec {s}}(x)}在点x的值。它采用O(n2)次操作。注意算法的运行时间依赖于多项式的次数n,而不是点的个数p。

## 算法概要
假设要计算参数值为{\displaystyle x\in [u_{\ell },u_{\ell +1})}的样条曲线的值。可以将曲线表示为 
{\displaystyle {\vec {s}}(x)=\sum _{i=0}^{p-1}{\vec {d}}_{i}N_{i}^{n}(x),}而{\displaystyle N_{i}^{0}(x)=\left\{{\begin{matrix}1,&{\mbox{if }}x\in [u_{\ell },u_{\ell +1})\\0,&{\mbox{... }}\end{matrix}}\right.}
其中Nin（x）是x的多项式其参数依赖于u0, ..., un但和{\displaystyle {\vec {d}}_{i}}无关。
因为样条的局域性，
{\displaystyle {\vec {s}}(x)=\sum _{i=\ell -n}^{\ell }{\vec {d}}_{i}N_{i}^{n}(x)}
所以值{\displaystyle {\vec {s}}(x)}由控制点{\displaystyle {\vec {d}}_{\ell -n},{\vec {d}}_{\ell -n+1},\dots ,{\vec {d}}_{\ell }}决定;其他控制点{\displaystyle {\vec {d}}_{i}}没有影响。下一节所述的De Boor算法是一个有效计算{\displaystyle {\vec {s}}(x)}表达式的程序。

## 算法
假设{\displaystyle x\in [u_{\ell },u_{\ell +1})}且{\displaystyle {\vec {d}}_{i}^{[0]}={\vec {d}}_{i}}对于i = l-n, ..., l.
现在计算
{\displaystyle {\vec {d}}_{i}^{[k]}=(1-\alpha _{k,i}){\vec {d}}_{i-1}^{[k-1]}+\alpha _{k,i}{\vec {d}}_{i}^{[k-1]};\qquad k=1,\dots ,n;\quad i=\ell -n+k,\dots ,\ell }
其中
{\displaystyle \alpha _{k,i}={\frac {x-u_{i}}{u_{i+n+1-k}-u_{i}}}}。
则{\displaystyle {\vec {s}}(x)={\vec {d}}_{\ell }^{[n]}}.